# Batalla de Dertosa
La batalla de Dertosa tuvo lugar en primavera del año 215 a. C., entre Asdrúbal Barca y los hermanos Publio y Cneo Cornelio Escipión Calvo, en las cercanías de Dertosa, al sur del río Ebro. 
Los romanos, bajo el mando de Cneo Escipión, se habían establecido en la zona tras su victoria en la batalla de Cissa en el año 218 a. C. y la expedición de Asdrúbal Barca para expulsarles había terminado con la derrota del contingente hispano de la armada cartaginesa en la batalla del Río Ebro en 217 a. C. Asdrúbal envió una nueva expedición en 215 a. C., pero su derrota en la batalla de Dertosa impidió a los cartagineses enviar refuerzos a Aníbal en un momento clave de la guerra, y permitió a los romanos ganar la iniciativa en Hispania. Los hermanos Escipión continuaron con su política de sometimiento de las tribus hispanas y saqueo de las posesiones cartaginesas y Asdrúbal, al perder gran parte de su ejército de a pie, tuvo que reforzarse con el ejército que estaba preparado para navegar en refuerzo de Aníbal.
Gracias a esta victoria, los hermanos Escipión ayudaron indirectamente a sus compatriotas que luchaban en Italia, evitando que la situación empeorase más de como había quedado tras la batalla de Cannas a la vez que mejoraban su propia situación en Hispania.
Tácticamente, la batalla de Dertosa demuestra los riesgos que se asumen al implementar una táctica de tenaza.
En 2007 los estudios arqueológicos localizaron en el límite del actual término de Tortosa, en la finca agrícola de la Palma, ya en el municipio de La Aldea, un gran campamento romano de la segunda guerra púnica. En el mismo año las campañas arqueológicas confirmaron la ubicación de otro campamento romano en la localidad de Tivisa.

## Situación estratégica y estado de la guerra con Cartago

### Italia
Tras la aplastante derrota de los romanos en la batalla de Cannas, varias ciudades en Campania, Samnio, Lucania, Apulia y Calabria habían desertado del bando romano y se habían pasado al enemigo. Aníbal pasó los años 216 y 215 a. C. intentando asegurar un puerto de mar que le facilitase la comunicación con Cartago, atacando Neápolis, Cumas y Nola, aunque sin éxito. Un destacamento bajo el mando de Magón Barca había conseguido asegurar algunos objetivos en Lucania y Calabria y, tras dejar a Hannón el Viejo al mando del ejército de Calabria, Magón había zarpado hacia Cartago para conseguir refuerzos.
Los romanos habían logrado volver a reunir una serie de ejércitos que seguían a Aníbal evitando enfrentarse con él en campo abierto, y atacando a sus aliados siempre que fuese posible. El ejército romano principal, bajo el mando del dictador Marco Junio Pera se encontraba protegiendo la vía de acceso directo a Roma desde el sur del Lacio. Por su parte, Marco Claudio Marcelo había luchado contra Aníbal en Nola y había protegido Neápolis evitando que ninguna de estas dos ciudades fuese ocupada por enemigo. El Magister Equitum, Tiberio Sempronio Graco, se encontraba en Lucania al mando de un tercer ejército. Otras legiones estaban destacadas al norte de Italia para prevenir ante un posible ataque galo.

### Cerdeña
La legión ubicada en Cerdeña estaba sufriendo una epidemia. El pretor al mando, Mucio Escévola, tuvo que recaudar la paga y las provisiones para su ejército de las poblaciones locales, lo que supuso cierto malestar entre los sardiniandos. Hampsicora, un jefe local, estaba preparando una rebelión local y había solicitado ayuda cartaginesa con ese fin.

### África
Cartago había reclutado 15 000 soldados de infantería, 1200 de caballería y 20 elefantes de guerra bajo el mando de Magón, con la finalidad de embarcarlos hacia Italia escoltados por 60 quinquerremes. Tras recibir la solicitud de ayuda de Sardinia se reclutó un ejército de similar tamaño bajo el mando de Asdrúbal el Calvo que sería enviado ahí.

### Hispania
Asdrúbal había estado a la defensiva desde la derrota de su flota en la batalla del río Ebro en la primavera de 217 a. C. Había dejado a un comandante subordinado llamado Boaster con una fuerza militar para vigilar el Ebro ante la posibilidad de que los romanos intentaran cruzarlo. Boaster se había retirado una vez que los romanos lograron cruzar el río, e incluso fue engañado por un jefe hispano llamado Abelox para que entregase a los romanos los rehenes de tribus hispanas que mantenía en Sagunto. Esto provocó revueltas en la Hispania controlada por Cartago, especialmente en la tribu de los turdetanos cerca de Gades (hoy Cádiz) en 216 a. C. Asdrúbal recibió refuerzos consistentes en 4000 hombres de infantería y 500 de caballería, junto con instrucciones de marchar a Italia una vez que hubiese asegurado el territorio hispano. Pasó gran parte del año volviendo a someter a las tribus hispanas rebeldes, con poco tiempo para enfrentarse a los romanos.
Cneo Escipión, tras la batalla del río Ebro, había recibido 8000 hombres de refuerzo bajo el mando de su hermano Publio. Los dos hermanos tenían rango proconsular y ejercían el mando conjunto del ejército. Adoptaron una estrategia naval agresiva ante la destrucción de la flota cartaginesa el año anterior, dedicándose a saquear las posesiones de los Barca en Hispania y en las islas Baleares. Los hermanos Escipión también reclutaron tropas auxiliares de las tribus hispanas, colocaron guarniciones en las ciudades para expandir su esfera de operaciones y consolidaron su control del norte del Ebro haciendo frente a los descontentos que pudiera haber entre las tribus. También fomentaron que las tribus hispanas aliadas realizasen incursiones de saqueo contra las tribus aliadas de Cartago al sur del Ebro.

## Preludio
A comienzos del año 215 a. C. los romanos habían cruzado el río Ebro y habían comenzado el asedio de una pequeña ciudad aliada de Cartago llamada Ibera. Asdrúbal, dejando a Himilcón al mando en Cartagena, marchó al norte con su ejército de tierra y llegó al Ebro. Sin embargo, no cruzó el río para saquear las posesiones romanas al otro lado ni tampoco acudió en ayuda de la ciudad de Ibera, sino que optó por asediar una ciudad aliada con los romanos llamada Dertosa.
Los Escipiones levantaron el asedio y se dirigieron a enfrentarse con los cartagineses de Asdrúbal. Con ello, el general cartaginés logró la iniciativa estratégica, y habían ayudado a sus aliados provocando el levantamiento del sitio romano a la vez que elegían el lugar en el que iba a tener lugar la batalla.
Los ejércitos acamparon en una planicie ubicada entre Ibera y Dertosa y, tras unos 5 días de hostigamiento entre los dos ejércitos, los generales desplegaron sus tropas para la batalla.

## Disposición inicial

### Composición de los ejércitos

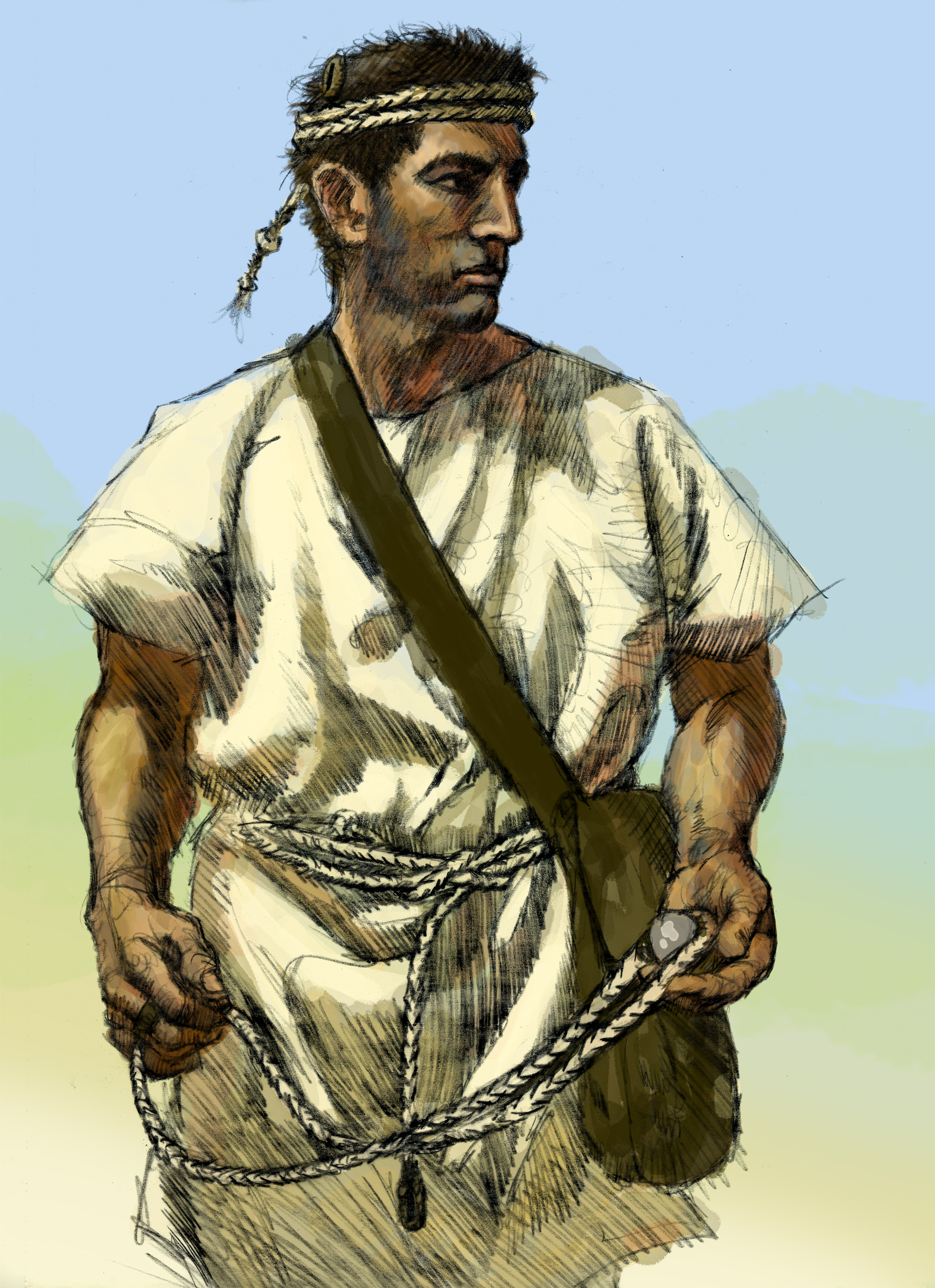
Hondero balear

La infantería romana estaba compuesta de dos legiones romanas de unos 10 000 soldados, más otros 18 000 combatientes itálicos aliados. La caballería estaba compuesta de 600 soldados romanos y 1800 itálicos. Los romanos, además, contaban con un contingente de tropas hispanas compuesto por 2000 hombres de infantería y 400 de caballería pesada.
Asdrúbal tenía 15 000 lanceros libios, 1000 mercenarios (en su mayoría ligures procedentes de Italia) y 8000 soldados hispanos de infantería. En cuanto a la caballería, estaba compuesta de 450 soldados libios y púnicos, 1200 soldados de caballería pesada hispanos y 2300 soldados de caballería ligera númida. Su ejército también contaba con 20 elefantes de guerra y 1000 honderos baleares.

### Despliegue
Los romanos realizaron el despliegue de sus tropas siguiendo el esquema tradicional de la legión manipular, con la caballería en las alas y la infantería en el centro. La caballería romana y la hispana fue desplegada en el ala derecha, mientras que la caballería aliada itálica quedó ubicada en la izquierda. Dentro de la línea de infantería, las tropas itálicas estaban colocadas en los laterales, al lado de la caballería, y las legiones romanas se ubicaron en el centro de la línea. Unos 2000 soldados romanos e italianos, junto con el contingente formado por los hispanos, fue reservado y quedó en protección del campamento.
Asdrúbal emplazó a la infantería ligera, hostigadores y levas iberas en el centro, con la infantería pesada a ambos flancos. En el exterior se dispuso la caballería, iberos y númidas en su mayoría, más numerosa que la romana. Por último, situó a sus elefantes de guerra al frente de la caballería, 10 en cada flanco, al igual que Aníbal hiciera en el Trebia.
Al lado de la caballería cartaginesa Asdrúbal colocó una falange de infantería libia y, en el centro y flanqueada por las falanges, se encontraba una línea de infantería hispana algo más delgada de lo habitual. Por último, los honderos baleares formaron una línea de hostigadores delante de la infantería. En reserva quedaron entre 2000 y 3000 hombres más.
El despliegue inicial, por tanto, recordaba mucho el de la batalla de Cannas, puesto que la intención de Asdrúbal era imitar la táctica de su hermano en Cannas, embolsando al poderoso centro del ejército romano mientras destrozaba los flancos con sus mejores tropas.

## Batalla

### Primera fase
Tras un breve enfrentamiento entre las tropas ligeras, las legiones romanas ubicadas en el centro de la formación cargaron contra la delgada línea de infantería hispana que tenían en frente. Al tener la ventaja tanto numérica (unos 10 000 hombres frente a 8000) como en profundidad de la formación, los romanos lograron hacer retroceder a los hispanos de forma casi instantánea. Sin embargo, esto era parte de la táctica de envolvimiento doble que Asdrúbal estaba intentando poner en práctica.
Los elefantes cartagineses ubicados en las alas cargaron contra la caballería romana e itálica. Sin embargo, su carga no tuvo éxito. La caballería romana logró mantener la formación y los elefantes no tuvieron mayor papel durante la batalla. Por su parte, la formación de los itálicos tomó contacto con los libios que se encontraban en el frente opuesto, buscando con ello apoyar al centro romano.

### Segunda fase
Los libios y los mercenarios ubicados en los flancos cargaron contra la infantería itálica y, a pesar de su superioridad numérica (16 000 frente a 18 000), los itálicos comenzaron a retroceder. Sin embargo, y al contrario de lo que sucedió en Cannas, los libios no lograron flanquear a los romanos. Las caballerías, por su parte, seguían enfrentándose las unas a las otras sin que hubiese un vencedor claro. A pesar de tener ventaja numérica, la caballería cartaginesa no lograba dejar fuera de combate a los romanos y expulsarles del campo de batalla.
En mitad de esta situación de indecisión en la que las dos alas del ejército se enfrentaban al lado opuesto sin conseguir ganar la suficiente ventaja, las levas hispanas del centro no soportaron la presión y rompieron filas, huyendo del campo de batalla.

### Tercera fase
En la batalla del Trebia el centro de la infantería cartaginesa también había colapsado bajo el empuje de la infantería pesada romana. Sin embargo, Aníbal había logrado ganar la batalla gracias a que su infantería había flanqueado a los romanos por ambos lados y su caballería, tras hacer huir a sus oponentes, había atacado a la infantería romana desde la retaguardia junto con las tropas emboscadas de Magón. Asdrúbal, sin embargo, no tuvo la misma suerte. No tenía tropas emboscadas en Dertosa, y solo contaba con que los libios habían logrado hacer retroceder a los itálicos antes de que el centro de la formación se colapsase.
La caballería cartaginesa, al ver cómo la formación de la infantería se venía abajo, dejó de luchar contra los romanos y abandonó el campo de batalla. La infantería romana, por su parte, una vez libre de sus oponentes hispanos acudió en ayuda de los itálicos.
Tras una sangrienta lucha en la que la infantería libia mantuvo una dura resistencia contra su enemigo, infligiendo y recibiendo duras bajas, el resto del ejército de Asdrúbal se batió en retirada.

## Hechos posteriores
Asdrúbal sobrevivió a la batalla junto con la mayoría de sus elefantes y de su caballería, pero con muy poca infantería, la mayor parte de la cual estaba compuesta por el contingente hispano. La persecución romana no fue lo suficientemente rápida como para repetir el éxito de la batalla de Cissa. 
Los romanos consiguieron apoderarse del campamento cartaginés poco después de que Asdrúbal consiguiese evacuar a toda velocidad a sus soldados. Las provisiones y el botín del campamento cayó en manos de los romanos, mientras que los cartagineses se retiraron a Cartagena, dejando a los romanos firmemente asentados en el sur del Ebro.
Asdrúbal recibiría el refuerzo de otros dos ejércitos al mando de Magón Barca y de Asdrúbal Giscón, con la finalidad de evitar que los romanos tomasen el control de las posesiones cartaginesas en Hispania. Cartago no volvería a montar ninguna campaña efectiva más allá del Ebro, y lucharía contra los romanos en el territorio con suerte desigual hasta el año 205 a. C.
Por su parte, los hermanos Escipión no prepararon una persecución inmediata de los cartagineses. Por el contrario, prefirieron mantener su estrategia de saqueos, instigando a las tribus hispanas a rebelarse mientras que creaban una sólida base de poder. No recibirían más refuerzos desde Italia hasta el final de su mandato en Hispania y se enfrentarían a los hermanos Barca y a Giscón con resultados variables hasta 212 a. C., año en que lanzarían una gran campaña que finalizaría con la batalla del Betis Superior.

## Importancia estratégica
Asdrúbal intentó emular las tácticas utilizadas por su hermano Aníbal en Cannas. Sin embargo, mientras que en el caso de Aníbal la táctica había finalizado con una victoria espectacular, Asdrúbal recibió una dura derrota militar. Algunos de los factores por los cuales la táctica de Asdrúbal no tuvo éxito son:
- Sus tropas eran inexpertas, al contrario que los veteranos de Aníbal en Cannas, que llevaban 20 años combatiendo en Hispania. Aníbal tenía gran control sobre sus tropas, mientras que Asdrúbal dirigía a una milicia con una moral mucho más baja.
- Del mismo modo, los oficiales de Asdrúbal Barca estaban menos cualificados que los de Aníbal. La capacidad del ejército de Aníbal quedó demostrada en las maniobras de su caballería pesada, que fue capaz de cargar y romper la formación de caballería romana, volver a reagruparse y volver a cargar contra la italiana desde la retaguardia, volver a reagruparse y cargar de nuevo, esta vez contra la infantería. Se trataba de movimientos extremadamente complejos pero orquestados con una eficiencia inmaculada. Asdrúbal Barca no contaba con ese tipo de tropas en Dertosa.
- Aníbal contaba con una ventaja decisiva en caballería, y aprovechó su ventaja al máximo. Asdrúbal tenía una ventaja mucho menor, y no consiguió hacerla valer en el campo de batalla. Asdrúbal tenía elefantes, pero tampoco consiguió ventaja alguna con ellos.
- Asdrúbal se enfrentó a dos comandantes competentes y cohesionados, los hermanos Escipión. Su hermano luchó contra el impetuoso Cayo Terencio Varrón, al cual le correspondía el mando.

El envolvimiento doble es una táctica muy arriesgada, cuyo único resultado posible es una victoria total y la aniquilación del enemigo, o una aplastante derrota. 
Aunque a la batalla de Dertosa no se le da la misma importancia que a la batalla del Metauro, tuvo una influencia crítica en el curso estratégico de la guerra. Si Asdrúbal hubiese ganado, habría logrado tener hasta cuatro ejércitos cartagineses operando en Italia en 214 a. C., al juntarse los de Asdrúbal, Aníbal, Magón y Hannón el Viejo, mientras que, tras la derrota, Aníbal no recibió más refuerzos desde Hispania. Además, la estrategia militar de Amílcar Barca se basaba en el mando indiscutido de los Barca en Hispania, y en su capacidad de extraer recursos humanos de la zona. La derrota supuso que Cartago enviase a Magón Barca junto con Asdrúbal Giscón, un rival político de los Barca. Esto terminó con la dominación de los Barca.
Los romanos ganaron la iniciativa en Hispania, lo cual supuso una pérdida de recursos para los cartagineses. Los refuerzos destinados a Aníbal tuvieron que ser redirigidos a la península ibérica. Aunque éste recibió 4000 soldados númidas y 40 elefantes en 215 a. C., estos refuerzos eran muy pocos en comparación con los 17 000 soldados que se perderían en Sardinia y los 28 000 soldados que acabarían atrapados en Sicilia más tarde. La derrota de Dertosa acabaría minando el capital político que Aníbal había conseguido a través de la victoria de Cannas.

### Otras lecturas
- Dodge, Theodore A. (1891). Hannibal. Da Capo Press. ISBN 0-306-81362-9.
- Warry, John (1993). Warfare in the Classical World. Salamander Books Ltd. ISBN 1-56619-463-6.
- Livius, Titus (1972). The War With Hannibal. Penguin Books. ISBN 0-14-044145-X.
- Delbruck, Hans (1990). Warfare in Antiquity, Volume 1. University of Nebraska Press. ISBN 0-8032-9199-X.
- Lancel, Serge (1997). Carthage A History. Blackwell Publishers. ISBN 1-57718-103-4.

- Datos: Q1788933